# Noah Frick
Noah Zinedine Frick (* 16. Oktober 2001 in Liestal) ist ein liechtensteinisch-schweizerischer Fussballspieler.

## Karriere

### Verein
Frick begann das Fussballspielen beim FC Schaan, bevor er sich dem USV Eschen-Mauren anschloss. Seine letzte Jugendstation war der liechtensteinische Hauptstadtklub FC Vaduz. Im Sommer 2018 unterschrieb er dort seinen ersten Profivertrag. In zwei Spielzeiten beim FCV kam er zu 45 Einsätzen und vier Toren in der Challenge League und gewann 2019 den Liechtensteiner Cup. In der Saison 2019/20 stieg er mit seinem Team in die Super League auf. Im Anschluss wechselte er zum Schweizer Zweitligisten Neuchâtel Xamax, kam dort aber nur in der Jugend sowie einmal bei der U-21 zum Einsatz. Zur Saison 2021/22 schloss er sich dem SC Brühl St. Gallen in der drittklassigen Promotion League an.

### Nationalmannschaft
Frick durchlief sämtliche liechtensteinische Juniorennationalteams. Am 23. März 2019 gab er im Länderspiel gegen Griechenland sein Debüt in der A-Nationalelf, als er in der 86. Minute für Nicolas Hasler eingewechselt wurde. Am 17. November 2020 gelang ihm sein erstes Länderspieltor in der 44. Minute der UEFA-Nations-League-Partie gegen Gibraltar.

## Erfolge
FC Vaduz
- Liechtensteiner Pokalsieger: 2019

## Familie
Noah Frick ist der Sohn des liechtensteinischen Rekordtorschützen und langjährigen Fussball-Nationalspielers Mario Frick. Sein Bruder Yanik Frick ist ebenfalls Fußballspieler.